# 中川佳子
中川佳子（なかがわよしこ、1975年6月27日 - ）は岐阜県出身のマリンバ奏者。岐阜県立加納高校・桐朋学園大学（音楽科打楽器科）卒業。日本のほか、大韓民国、マレーシア、台湾、アメリカなど海外でも活動している。編曲家としてはロシア・サンクトペテルブルク室内楽団来日公演のオーケストラアレンジなども行っている。最近ではパーカッショニスト大久保宙のゲストとしても多数のコンサートにも出演している。

## 受賞歴
- 1996年 第6回全日本ソリストコンクール部門優秀賞受賞
- 1998年 第1回全日本マリンバコンクールDUO部門グランプリを受賞

## 出版
- 2004年ソロCD　LARGO(HCO MUSIC)
- 鍵盤打楽器ベーシック・メソッド
- 鍵盤打楽器4マレット・テクニック
- マリンバ・ソロ曲集1
- マリンバ・ソロ曲集2
- マリンバ・ソロ曲集3
- マリンバ・デュエット＆アンサンブル曲集
- カホン＆ジャンベ・ドラミング